# Državni arhiv u Osijeku
Državni arhiv u Osijeku se nalazi na ulazu u Tvrđu.

## Povijest
Sve do kraja 17. stoljeća malo je ostalo cjelovitih spisa o Slavoniji, Baranji i Srijemu, jer su uništeni u osmanskim ratovima. Tek nakon oslobođenja Slavonije od Turaka su se neki spisi počeli čuvati. Gradski statut Osijeka iz 1698. u točki 15. donosi odredbu da se spisi moraju čuvati na sigurnom mjestu. 
Kada je 1809. grad Osijek postao Slobodni i kraljevski grad, po uzoru na ostala središta organizirao je arhiv i arhivista koji se brinuo za čuvanje spisa koji su nastali radom Gradskog poglavarstva. I druge institucije, kao i Crkva, vlastelinstva i sl. su svoje spise čuvali upravo u arhivu. Ovaj arhiv je tada bio nadležan za tadašnji "veliki kotar Osijek", što bi danas obuhvaćalo Osječko-baranjsku, Vukovarsko-srijemsku i Virovitičko-podravsku županiju. 
Poslije 1945. nastupilo je poglavlje o postupanju i odnosu s arhivskim gradivom. 1947. Ministarstvo prosvjete je odobrilo osnivanje Ispostave zagrebačkog arhiva. Tada se sjedište arhiva u Osijeku nalazilo u Kuhačevoj ulici 27 u Tvrđi. 
16. srpnja 1956. je arhiv postao samostalnom kulturnom ustanovom Rješenjem Narodnog odbora Kotara Osijek. 21. studenoga 1956. Izvršno vijeće Sabora tadašnje Narodne Republike Hrvatske je potvrdilo to rješenje, pa je od 1. siječnja 1957. Ispostava Državnog arhiva u Zagrebu postala samostalna ustanova pod nazivom Arhiv u Osijeku. Pri Arhivu, osnovan je 1957. poseban Partijski arhiv, koji je prikupljao i čuvao spise radničkog pokreta, Komunističke partije i partizanske vlasti. 1962. taj je Arhiv pripojen tadašnjem Historijskom arhivu u Osijeku.
Zbog sve većeg manjka prostora Skupština tadašnje Općine Osijek dodijelila je 1971. Arhivu zgradu bivše vojarne u današnjoj ulici K. Firingera 1. Zgrada je uređena za Arhiv i preseljenje je obavljeno od 1972. do 1975.
U Domovinskom ratu u Osijeku 1991. Arhiv je teško stradao, no ubrzo su oštećenja sanirana, a izmješteno gradivo je vraćeno. 1993. Uredbom Ministarstva kulture RH svi regionalni arhivi u Hrvatskoj mijenjaju imena u Povijesne arhive. 
1998. Povijesni arhiv ponovno Uredbom Ministarstva kulture mijenja ime u Državni arhiv u Osijeku. Zbog nedostatka prostora, 1999. osnovan je Arhivski sabirni centar u Virovitici. 10 godina prije (1989.) osnovan je bio Arhivski sabirni centar u Vinkovcima. Unatoč svim tim promjenama nadležnost Arhiva u Osijeku se nije mijenjala sve do 2009. kada su osnovani Državni arhiv u Vukovaru (za područje Vukovarsko-srijemske županije) i Državni arhiv u Virovitici (za područje Virovitičko-podravske županije).

## Vanjske poveznice i izvori
- Službene stranice